# 587 до н. е.

## Події
Початок багаторічної облоги Тіра вавилонянами.

### Китай
- 4-й рік за ерою правління луського князя Чен-гуна[1].
- Навесні сунский посол Хуа Юань прибув в Лу[2].
- У 3 місяці, в день жень-шень помер князь Чжен Сян-гун (Цзянь)[3], йому успадковував син Бі (Дао-гун, ера правління 586-585)[4]